# Quentin Tarantino Film Festival
Le Quentin Tarantino Film Festival, ou QT-Fest, est un événement semi-annuel du film et du multimédia organisé par l'Austin Film Society (en) à Austin, au Texas sous l'égide du réalisateur Quentin Tarantino,.
Le festival prend place à l'Alamo Drafthouse, dans le centre-ville d'Austin, et se déroule habituellement pendant quelques jours. Il présente une sélection des films préférés de Tarantino parmi les copies de sa propre collection.